# ラブ☆トレ
『ラブ☆トレ』とは、ブーストオンより発売のXbox 360Kinect専用ゲームソフト。全3巻構成で、2012年9月27日に第1巻『ラブ☆トレ〜Sweet〜』、同年11月29日に第2巻『ラブ☆トレ〜Mint〜』、2013年1月31日に最終巻『ラブ☆トレ〜Bitter〜』、同年3月28日に3巻を完全コンプした『ラブ☆トレ〜Chocolate〜』が発売。

## 登場キャラクター
主人公（名前はゲーム開始時に変更可能）
本作におけるプレイヤーの分身。

### ヒロイン（Sweet）
伊波 茉莉花（いなみ まりか）
声：榊原ゆい
主人公にダンス部部長の座を押し付けた張本人。部の創設者で、ダンスがカリスマ的にうまく、さらには巨乳美人とあって各方面からの人望は厚い。主人公にとっては、頭の上がらない近所のお姉さん。“過去の恥ずかしい事実”を握られているため、無理難題を押し付けられても逆らえない。
一ノ瀬 明日菜（いちのせ あすな）
声：後藤沙緒里
主人公の幼なじみ。子犬のように愛らしく、主人公にひたすら懐いており、後を追うようにしてダンス部に入部した。運動音痴を自覚しており、当初は部員数の水増しのつもりでいた彼女だが、主人公のために本気で特訓する決意をする。
花京院 玉緒（かきょういん たまお）
声：田中理恵
良家の生まれでおしとやか、学園でもお姫様扱いされている2年生。お稽古事に関しては、茶道部・華道部などで、講師役を務めているほどの実力者。日本舞踊に関しては公演までこなす彼女だが、いまはどこの部員にもなっていない。
陽月 かるた（ひづき かるた）
声：阿澄佳奈
現役ダンス部の1年生。庶民代表のような女の子で、明るく、猪突猛進。皆勤賞が自慢で、疲れてもまったくへこたれないが、ちょっと行き過ぎるところも……。どんな相手に対しても人見知りや物怖じしない性格で、懐にあっさりと飛び込んでしまう。

### ヒロイン（Mint）
朝霧 れいな（あさぎりれいな）
声：丹下桜
小鳥遊 乙葉（たかなし おとは）
声：原紗友里
ガブリエル・フォックス
声：新谷良子
金髪碧眼の留学生。チアリーダーの格好でうろついているが、じつはコスプレしているだけの文化系。その正体は、オタク文化に憧れ日本にやってきた、気合の入ったオタ外人である。いまいちばん“萌え”ている対象は、無口クールがモエモエな真壁しおタン。
真壁 しお（まかべ しお）
声：浅倉杏美
きわめて無口で無表情な、一年生ダンス部員。あまりに表情が変わらないため、彼女が疲れ果てていても他人が気づけず、そのままダウンしてしまうほど。感情が希薄なわけではないようで、楽しげな仲間たちをじっと見つめていることも。

### ヒロイン（Bitter）
五十嵐 瑠香（いがらし るか）
声：MAKO
芸能プロダクションに所属している本物の芸能人で主にモデルとして活躍している。その外見と人当たりのよさから、学園ではアイドルのように扱われているが、その本質は超高飛車な女王様。それどころか、アイドルに対して何か思うことがあるようで……。
三城 真白（みき ましろ）
声：加藤英美里
十時 ゆずか（ととき ゆずか）
声：佐藤聡美
藤咲 佐子（ふじさき すけこ）
声：佐藤利奈